# Wapedia

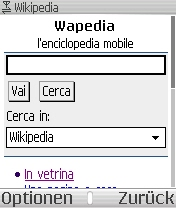
Schermata di ricerca

Wapedia è stato un progetto sviluppato da Florian Amrhein per rendere accessibili i contenuti di Wikipedia su dispositivi mobili come cellulari o palmari. 

## Storia
Partito nell'agosto 2004, è stato chiuso il 4 novembre 2013.
Il sito si serviva di un dump del database di Wikipedia, aggiornato mensilmente per sopperire alle eventuali lentezze dei server di Wikipedia ma in grado di recuperare in tempo reale le voci per visualizzare la versione aggiornata.
Wapedia esisteva in due versioni:
- ottimizzata per i cellulari con funzione WAP,
- ottimizzata per i palmari con connessione internet.